# Lac Black
Pour les articles homonymes, voir Black.
Le lac Black (en anglais : Black Lake) est un lac américain dans le comté de Larimer, dans le Colorado. Il est situé à 3 238 mètres d'altitude le long de la Glacier Creek, au sein du parc national de Rocky Mountain.